# Владислав Золотович
Владислав Димитров Золотович е български икономист.

## Биография
Роден е в Калофер. Завършва с руска държавна стипендия гимназията в Николаев, а със средства от чичо си Георги Золотович – Търговската гимназия в Москва. През 1876 г. е слушател в Московския университет. В периода 1877 – 1878 г. е помощник-губернатор на Русе. По-късно се установява в София, където работи като администратор в Българската народна банка. Умира през 1911 г. в София.